# Departamento da Força Aérea dos Estados Unidos
O Departamento da Força Aérea dos Estados Unidos (DAF) é um dos três departamentos militares dentro do Departamento de Defesa dos Estados Unidos. O Departamento da Força Aérea foi criado em 18 de setembro de 1947, conforme o Ato de Segurança Nacional de 1947 (codificado no Título 10 do Código dos Estados Unidos), e é o departamento militar no qual estão organizadas a Força Aérea dos Estados Unidos e a Força Espacial dos Estados Unidos.
O Departamento da Força Aérea é chefiado pelo secretário da Força Aérea (SAF/OS), um civil, que tem autoridade para conduzir todos os assuntos do departamento, sujeito à autoridade, direção e controle do secretário de Defesa. O principal adjunto do secretário da Força Aérea é o subsecretário da Força Aérea (SAF/US). Seus principais auxiliares no Gabinete do Secretário da Força Aérea são cinco secretários assistentes responsáveis por: aquisição, tecnologia e logística; gestão financeira e controladoria; instalações, meio ambiente e energia; pessoal e assuntos da reserva; e aquisição e integração espacial, além de um conselheiro jurídico geral. Os oficiais militares de mais alta patente no departamento, e principais conselheiros militares do secretário, são o chefe do Estado-Maior da Força Aérea e o chefe de operações espaciais.
Por determinação do secretário de Defesa, o secretário da Força Aérea atribui unidades da Força Aérea e da Força Espacial — exceto aquelas que desempenham funções especificadas no Título 10 do Código dos Estados Unidos § 9013, salvo determinação contrária — aos comandos combatentes. Somente o secretário de Defesa e o presidente têm autoridade para aprovar a transferência de forças entre comandos combatentes.

## Propostas de renomeação

### Como Departamento da Força Aeroespacial
Em 1981, o congressista Ken Kramer propôs uma legislação para renomear o Departamento da Força Aérea como Departamento da Força Aeroespacial, juntamente com a renomeação da Força Aérea dos Estados Unidos para Força Aeroespacial dos Estados Unidos, a fim de reorientar o serviço e o departamento de uma força aérea para uma força aeroespacial. A legislação também teria criado um comando espacial dentro da Força Aeroespacial e renomeado a Guarda Aérea Nacional para Guarda Aeroespacial Nacional. A proposta foi copatrocinada pelos representantes G. William Whitehurst, Ike Skelton e Robin Beard, do Comitê de Serviços Armados da Câmara dos Representantes dos Estados Unidos. Embora a legislação tenha contado com o apoio do general James E. Hill, que comandava o Comando de Defesa Aeroespacial e o Comando de Defesa Aeroespacial da América do Norte, a Força Aérea não apoiou a mudança de nome, e a proposta legislativa não foi aprovada.

### Como Departamento das Forças Aérea e Espacial
Após a criação da Força Espacial dos Estados Unidos, surgiram apelos para que o Departamento da Força Aérea fosse renomeado como Departamento das Forças Aérea e Espacial, a fim de reconhecer oficialmente a Força Espacial — de forma semelhante aos apelos para que o Departamento da Marinha fosse renomeado como Departamento da Marinha e do Corpo de Fuzileiros Navais. O SpaceNews informou que uma proposta de mudança de nome foi considerada em 2018, e em 2019 a Associação da Força Aérea também defendeu a renomeação do departamento. Em 2022, a Associação da Força Aérea alterou seu próprio nome para Associação das Forças Aérea e Espacial, agindo internamente em sua proposta para refletir a presença da Força Espacial no nome da organização. Em um artigo de 2021 publicado no Space Force Journal, dois oficiais da Força Espacial também propuseram a mudança de nome do departamento.
O Congresso também apresentou várias propostas de mudança de nome dentro do Departamento da Força Aérea para reconhecer a criação da Força Espacial. Isso incluiu uma proposta do Senado dos EUA em 2022 para renomear a Guarda Aérea Nacional como Guarda Nacional Aérea e Espacial, e uma proposta de 2020 para renomear a Medalha do Aviador como Medalha das Forças Aérea e Espacial, espelhando a Medalha da Marinha e do Corpo de Fuzileiros Navais.

## Orçamento
O Departamento de Defesa informa que o orçamento do Departamento da Força Aérea para o ano fiscal de 2019 é o seguinte:
| Categoria                                                | Ano Fiscal 2018 | Solicitação para o Ano Fiscal 2019 | Variação FY19 - FY18 |
| -------------------------------------------------------- | --------------- | ---------------------------------- | -------------------- |
| Pessoal Militar                                          | 35.607.366      | 38.954.308                         | +3.346.942           |
| Operações e Manutenção                                   | 58.191.005      | 61.407.391                         | +3.216.386           |
| Aquisição                                                | 45.654.160      | 50.541.275                         | +4.887.115           |
| Pesquisa, Desenvolvimento, Testes e Avaliações (P&D&T&A) | 28.198.426      | 40.492.614                         | +12.294.188          |
| Construção Militar                                       | 2.191.451       | 2.303.699                          | +112.248             |
| Habitação Familiar                                       | 333.500         | 395.720                            | +62.220              |
| Fundos de Gestão e Rotativos                             | 63.533          | 77.644                             | +14.111              |
| Total                                                    | 170.239.441     | 194.172.651                        | +23.933.210          |

Os números podem não somar devido ao arredondamento